# Altlandsberg
Altlandsberg (pronunciación en alemán: /ˈaltlant͡sbɛʁk/ⓘ) es un municipio situado en el distrito de Märkisch-Oderland, en el estado federado de Brandeburgo (Alemania), a una altitud de 60 metros. Su población a finales de 2016 era de 9300 habs. y su densidad poblacional, 88 hab/km².